# Iertof, Caraș-Severin
Iertof este un sat în comuna Vrani din județul Caraș-Severin, Banat, România.

## Legături externe

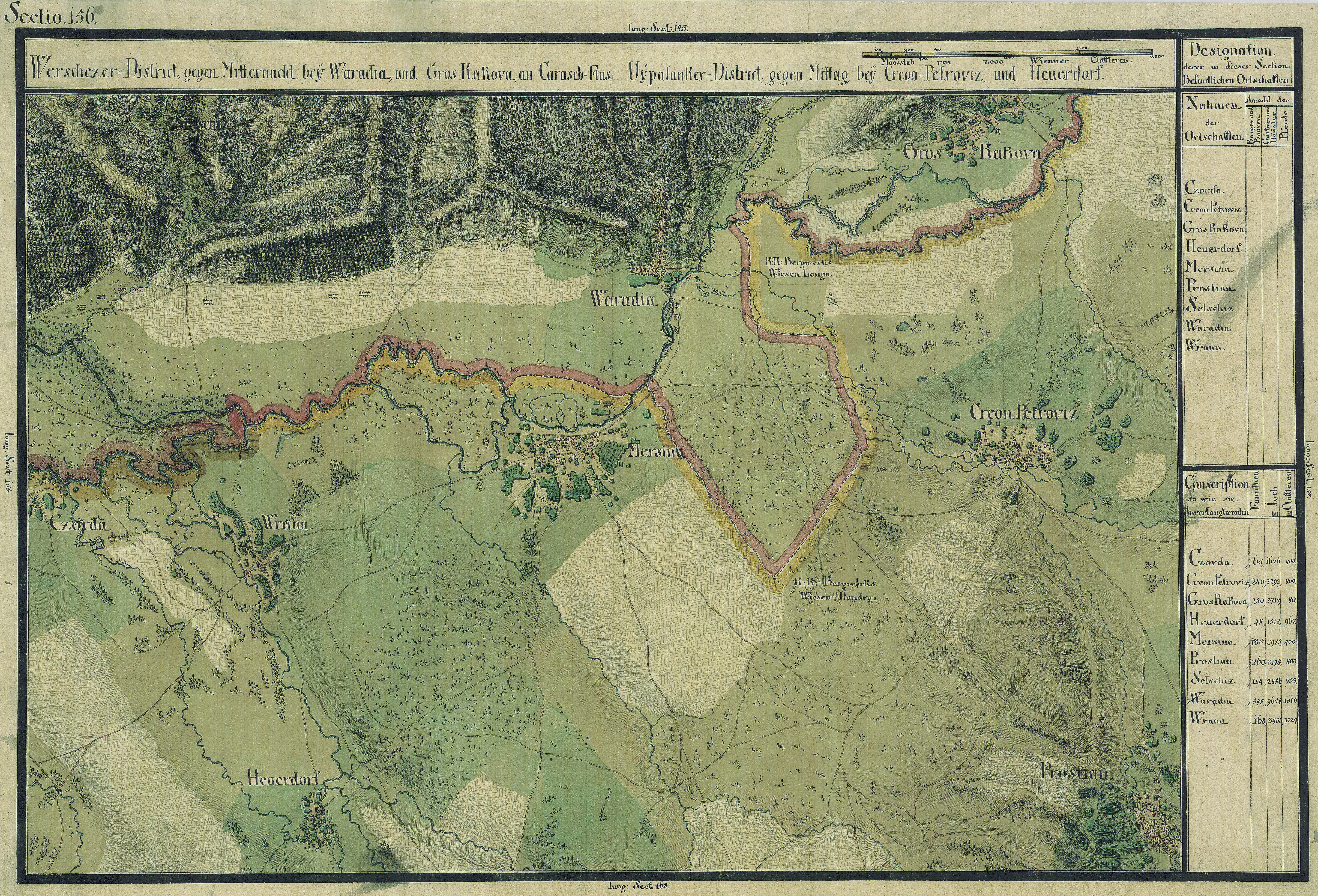
Iertof în Harta Iosefină a Banatului, 1769-72